# Simulium urubambanum
Simulium urubambanum är en tvåvingeart som beskrevs av Günther Enderlein 1934. Simulium urubambanum ingår i släktet Simulium och familjen knott.
Artens utbredningsområde är Peru. Inga underarter finns listade i Catalogue of Life.